# 法蘭茲王子 (巴伐利亞)
法蘭茲王子（德語：Franz Maria Luitpold Prinz von Bayern，1875年10月10日—1957年1月25日），巴伐利亞國王路德維希三世的第三子。
第一次世界大戰期間，法蘭茲加入德國軍隊並打了幾場勝仗。1918年，法蘭茲獲頒功勳勳章，普魯士軍事的最高榮譽。

## 家庭
1912年，法蘭茲與克魯伊的伊莎貝拉·安東妮結婚，兩人共有2子4女：
- 路德維希王子（1913年—2008年）
- 瑪麗亞·伊莉莎白（英语：Princess Maria Elisabeth of Bavaria）（1914年—2011年），與巴西皇室首領佩德羅·恩里克結婚
- 阿德爾岡蒂公主（1917年—2004年）
- 艾蕾諾爾·特麗絲公主（1918年—2009年）
- 多蘿西亞公主（1920年—2015年），與托斯卡納家族首領戈特弗里德結婚
- 拉索王子（1926年—2011年）